# Ảnh hiển vi

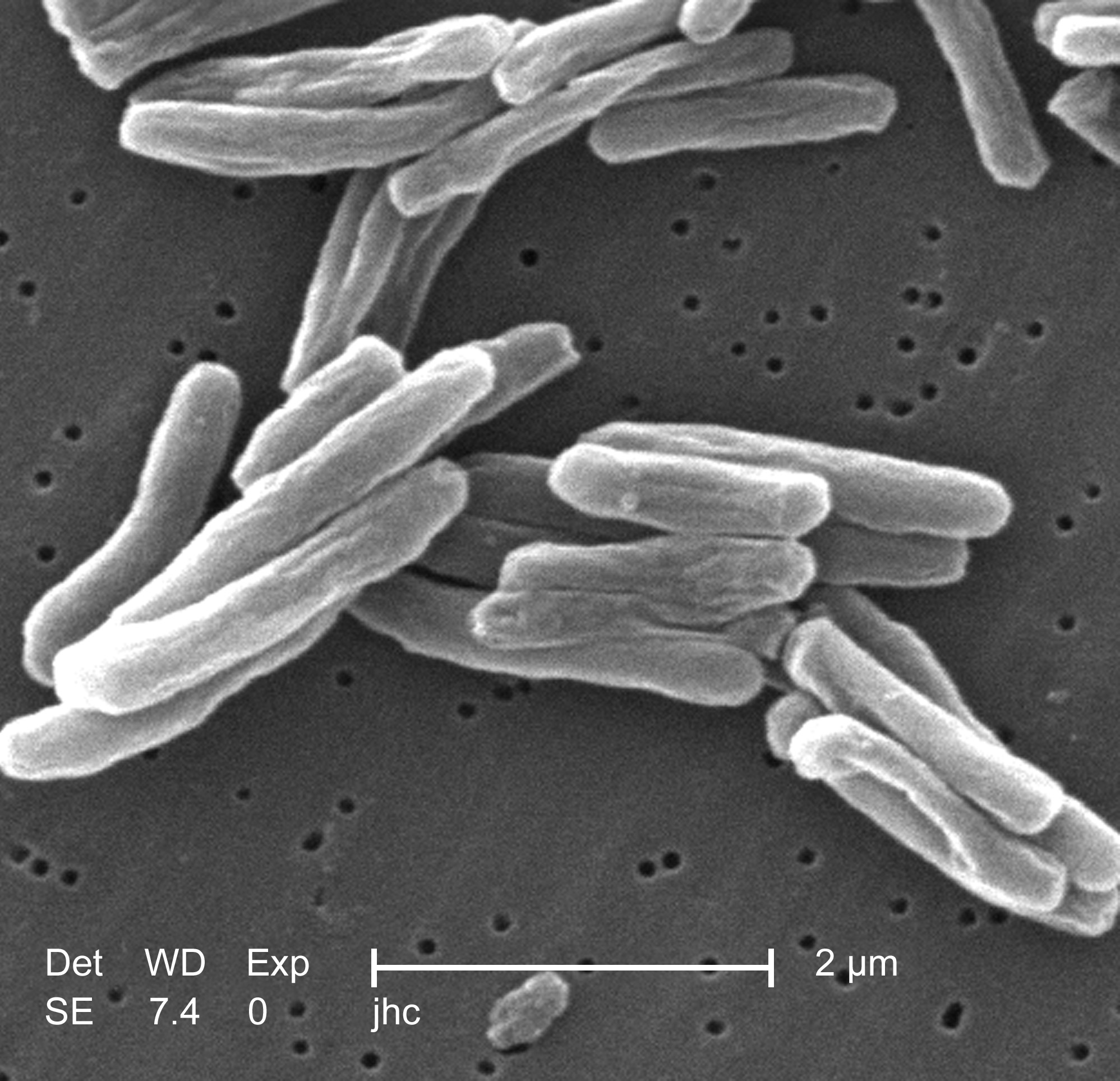
Hình ảnh hiển vi của Mycobacterium tuberculosis

Ảnh hiển vi (được gọi là ảnh chụp hiển vi) là một bức ảnh hoặc hình ảnh kỹ thuật số được thực hiện thông qua một kính hiển vi hoặc thiết bị tương tự để hiển thị hình ảnh phóng to của một đối tượng. Điều này trái ngược với ảnh chụp vĩ mô (macrograph) hoặc chụp phóng to (photomacrograph), một hình ảnh cũng được chụp trên kính hiển vi nhưng chỉ được phóng to một chút, thường là dưới 10 lần. Khảo sát kính hiển vi là thực hành hoặc nghệ thuật sử dụng kính hiển vi để tạo ra các bức ảnh.
Một ảnh hiển vi chứa các chi tiết mở rộng của cấu trúc vi cấu trúc. Rất nhiều thông tin có thể thu được từ một ảnh hiển vi đơn giản như hành vi của vật liệu trong các điều kiện khác nhau, các giai đoạn được tìm thấy trong hệ thống, phân tích lỗi, ước lượng kích thước hạt, phân tích nguyên tố, vân vặn.  Kính hiển vi được sử dụng rộng rãi trong tất cả các lĩnh vực kính hiển vi.

## Phóng đại và micron bar
Máy vi tính thường có micron bar, hoặc phóng đại hoặc cả hai.
Phóng đại là tỷ lệ giữa kích thước của một đối tượng trên ảnh và kích thước thật của nó. Thật không may, độ phóng đại có thể là một tham số sai lệch vì nó phụ thuộc vào kích thước cuối cùng của một hình ảnh in và do đó thay đổi theo kích thước hình ảnh. Khung tỉ lệ, hoặc micron bar, là một dòng có độ dài đã biết được hiển thị trên hình ảnh. Bar có thể được sử dụng để đo trên một hình ảnh. Khi hình ảnh được thay đổi kích thước, thanh cũng được thay đổi kích thước làm cho nó có thể tính toán lại độ phóng đại. Lý tưởng nhất, tất cả các hình ảnh dành cho xuất bản/trình bày nên được cung cấp với một thanh tỷ lệ;  tỷ lệ phóng đại là tùy chọn. Tất cả, ngoại trừ một (đá vôi) của các vi ảnh được trình bày trên trang này không có thanh micron; tỷ lệ phóng đại được cung cấp có khả năng không chính xác, vì chúng không được tính cho hình ảnh ở kích thước hiện tại.

## Những bộ sưu tập

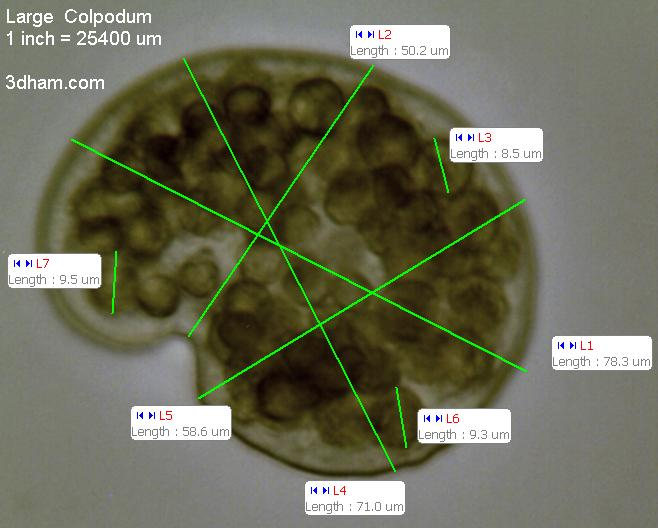
Các phép đo của một Colpodium lớn ở 400x.
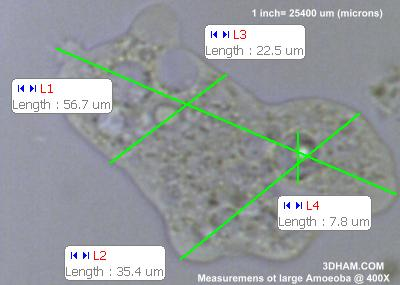
Các phép đo của một amip lớn ở 400x.
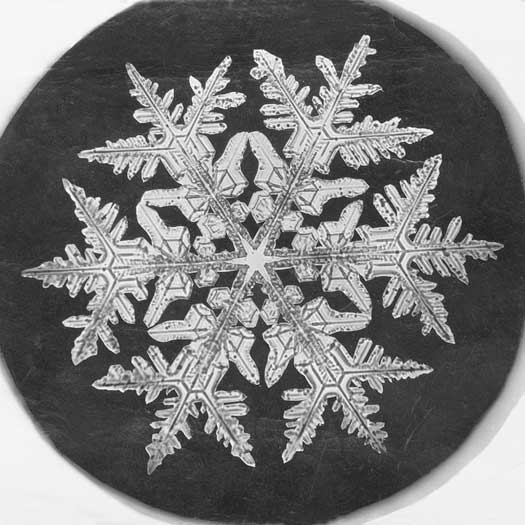
Ảnh hiển vi bông tuyết của Wilson Bentley, 1890.
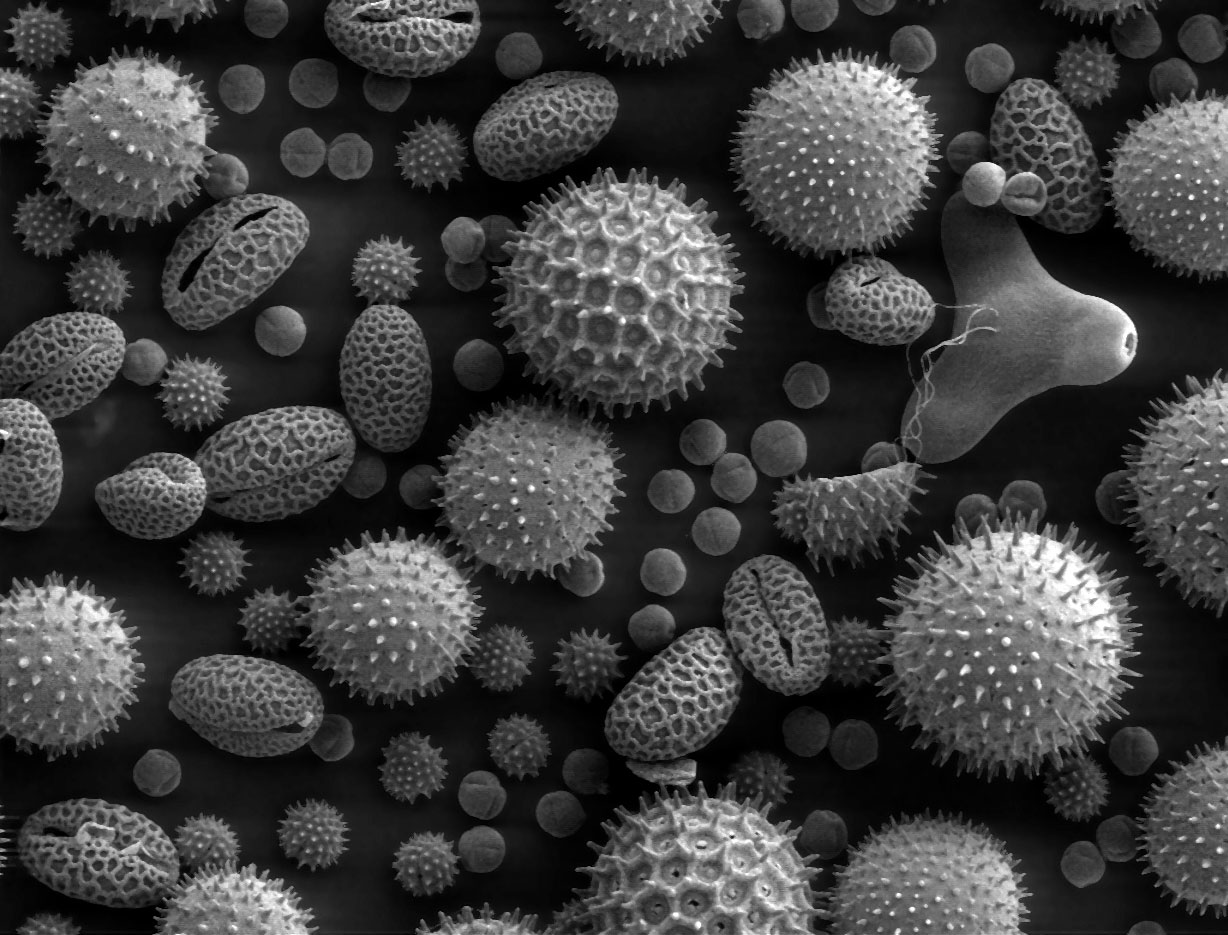
Một hình ảnh của phấn hoa được chụp từ kính hiển vi điện tử quét.